# Время пса и волка
«Время пса и волка» (кор. 개와 늑대 의 시간 Gae-wa Neukdae-ui Sigan — «Время между собакой и волком») — южнокорейская драма-боевик 2007 года, в которой снимались Ли Джун Ги, Нам Сан Ми и Чон Кён Хо. Транслировался на канале MBC с 18 июля по 6 сентября 2007 года по средам и четвергам в 21:55 и включал 16 эпизодов.

## Сюжет
Когда Ли Су Хён был ребёнком, его мать — агента Национальной службы разведки убил гангстер. Став взрослым Ли Су Хён сам поступает на службу в разведку. Однако новая встреча с убийцей матери приводит его к увольнению. Однако директор агентства предлагает ему работу под прикрытием, для чего инсценирует смерть Ли Су Хёна. После этого герой отправляется в Таиланд, чтобы найти своего врага, который по стечению обстоятельств оказывается отцом подруги детства и возлюбленной героя.